# Laurent de Graeve
Pour les articles homonymes, voir De Graeve.
Œuvres principales
Le Mauvais Genre
Laurent Chapeau, dit Laurent de Graeve, est un écrivain belge de langue française né à Rabat en 1969 et mort à Bruxelles le 22 juillet 2001. 

## Biographie
Laurent de Graeve a grandi à Liège où il étudie la philosophie à l'université (dans son mémoire de fin d'études sur L'éducation philosophique de Marcel Proust, il discerne le rôle joué par le cours d'Émile Boutroux consacré à Kant)  avant de s'installer à Bruxelles en 1992. Écrivain raffiné et prometteur, il décède des suites du SIDA après avoir publié plusieurs ouvrages remarqués, succès publics sanctionnés de plusieurs prix littéraires dont le Prix Victor Rossel, en 2000, pour son roman Le Mauvais Genre. 

« Le simple fait d'être une femme ou d'être gay est un acte politique: il ne tient qu'à nous de choisir entre la résignation, la révolte ou la révolution. »

— Laure de Graeve
Le Mauvais Genre se présente comme une suite des Liaisons dangereuses de Pierre Choderlos de Laclos. Dans cette suite mettant le style et la morale du XVIIIe siècle au goût contemporain, l'auteur parvient à réhabiliter le personnage de la Marquise de Merteuil et à traiter ouvertement des thèmes féministes, gays et queers. 

## Œuvre
- 1996 : Les Orchidées du bel Edouard, éditions du Rocher  (ISBN 2268023370)
- 1998 : Ego, ego, éditions du Rocher,  (ISBN 2268030075)
- 2000 : Le Mauvais Genre, éditions du Rocher  (ISBN 2268037460)[4] – prix Victor Rossel 2000
- 2002 : Grégoire et le téléphone portable, éditions Le Grand Miroir,  (ISBN 2930351101) – (posthume)
- 2002 : Je suis un assassin, postface de Jacqueline Harpman, éditions du Rocher  (ISBN 2268042340) – (posthume)